# Garmede
Garmede is een voormalig eiland in het Dollardgebied. Het wordt ten onrechte bij de verdronken kerkdorpen gerekend. Het was het grootste eiland in de Dollard en wordt vermeld als Gaarmieden, nu een eijlant ofte blincke (1574), Gawinge (1579), Garmye (1590), Garmie (1595), Garmede (1599) en Gaer-Meden (1620). In 1590 werden de landerijen van de familie Addinga in die ghermeden nog verpacht. Ze hoorden vermoedelijk bij een verlaten stinswier of hoech heem te Oosterreide, het zogenoemde Addenheem, dat inmiddels vanwege de grote mennichte aan baksteen als steengroeve diende.
De restanten van het eiland waren nog in 1711 voorhanden. De vorst van Oost-Friesland klaagde toen over een "an de Oost Zijde van de Garmede nieuw gegraven diep" dat "500 ende meer roeden tot in de Bunder reede gegraven" was. HIerdoor werden de aanwassen van Garmede afgesneden van de overige kwelders. Een militaire kaart uit 1736 heeft het over Garmieden een oude reete (wadgeul).
Het eiland wordt verder vermeld in de Prophecye van Jarfke uit 1597 als geboorteplaats van een zekere Heere Eckes of Heres Ecko... een geleert Man / die was van Germieden van geboorte, met wie Jarfke zijn voorspellingen deelt. Het gaat hierbij vermoedelijk om een fictieve figuur, waarvoor wellicht een naamgenoot uit Oostwold model staat.
Garmede moet niet verward worden met Gare, een eilandje in de buurt van de Punt van Reide.
Men heeft Garmede vaak ten onrechte voor een kerkdorp gehouden. In een (fantasierijke) lijst van verdronken Dollarddorpen uit het midden van de zestiende eeuw wordt een dorp Medum genoemd; dit dorp verschijnt dan als een afzonderlijk dorp op de Dollardkaart van 1574. De auteur had mogelijk gebruik gemaakt van oudere documenten waarin het dorp Meeden in het Oldambt werd vermeld, dat eveneens te lijden had onder overstromingen.